# Jonathan Woodgate
Jonathan Woodgate (Middlesbrough, 22 de enero de 1980) es un exfutbolista y entrenador inglés. Jugaba en la posición de defensa y desde octubre de 2022 es entrenador asistente del Middlesbrough F. C.

## Biografía
Woodgate dio sus primeras patadas a un balón en el equipo de su barrio, el Marton, en la industrial ciudad de Middlesbrough, donde nació el 22 de enero de 1980. Su físico y su talento no pasaron inadvertidos para los ojeadores del Leeds United, que con tan sólo 13 años le ficharon para las categorías inferiores de los ‘whites’. Aunque comenzó jugando en la demarcación de centrocampista, pronto los técnicos de su primer hogar futbolístico atisbaron que su mayor proyección se produciría desde el centro de la zaga. Poderoso en el juego aéreo y solvente técnicamente con el balón a ras de césped, con el Leeds conquistó su primer título, la FA Cup juvenil, en 1997. 
Un año más tarde debutaba con la selección inglesa sub-18, de la que pronto se convirtió en líder natural y capitán. Al tiempo, firmaba su primer contrato profesional con el primer equipo del Leeds United, el 1 de agosto de 1998, aunque no fue el técnico que le promocionó hasta el primer equipo, George Graham, sino su sucesor, David O’Leary, quien le hizo debutar en un partido ante el Nottingham Forest en el mes de octubre de 1998. Woodgate contaba entonces con apenas 18 años. De ahí a los “cuervos” del Newcastle, donde se afianzó sobre todo en su participación con los pross.
El inglés se considera tradicional y le gusta pasar mucho tiempo con su familia. Para los suyos, fichar por el Real Madrid en 2004 fue un motivo de satisfacción aún mayor si cabe que el que tuvo su propio hijo. Por eso el día de la firma del contrato, cuando Florentino Pérez le entregó unos recuerdos del Club (un reloj, un bolígrafo, una réplica del estadio), Woodgate se lo agradeció diciéndole que se los iba a entregar a sus padres, que estaban muy ilusionados desde que conocieron la noticia. Fuera del campo Woody, como le apodaron sus compañeros del Leeds, tiene unos gustos muy clásicos en cuanto a música y lectura. Mantiene muy buena relación con David Beckham.

## Trayectoria

### Newcastle United
Woodgate fichó por el Newcastle United en enero de 2003 por 9 millones de Libras esterlinas con complementos. Impresionó y rápidamente se convirtió en un favorito de los aficionados. Uno de sus mejores partidos se produjo en el choque de semifinales de la Copa de la UEFA 2003-04 del Newcastle contra el Olympique de Marsella, anulando por completo la amenaza de su línea delantera y el delantero Didier Drogba. Desafortunadamente para Newcastle, una lesión grave lo hizo terminar su última temporada antes de tiempo y no pudo participar en el partido de vuelta, donde Newcastle fue derrotado 2-0 y eliminado.

### Real Madrid
Llegó al Real Madrid desde el Newcastle por 22 millones de euros. Su paso por el Real Madrid fue una sucesión de lesiones musculares que le impidieron tener regularidad o asentarse en el equipo, además de estar marcado por la mala suerte. Lastrado por las lesiones, se pasó su primera temporada en España sin disputar un solo minuto. Tuvo que esperar un año para debutar, en septiembre de 2005, contra el Athletic Club; en ese partido Woodgate marcó un gol en propia puerta y acabó expulsado por dos tarjetas amarillas. Sólo jugó nueve partidos de Liga, tres en Champions y dos en la Copa del Rey con el club blanco y no logró ningún título.

### Middlesbrough
En la temporada 2006-07 fue cedido por el Real Madrid al Middlesbrough, y en febrero del 2007 se cerró un acuerdo para su traspaso definitivo al equipo inglés, después de su recuperación y donde se convirtió en líder y capitán del "Boro", de ahí a que volviese a estar convocado para la selección inglesa.
Durante la pretemporada 2007-08, Woodgate sufrió una lesión que permitió a su compañero, David Wheater, comenzar en su lugar durante la pretemporada. La forma de Wheater en la pretemporada le valió un lugar en el 11 inicial para el partido inaugural de la Premier League; el buen momento de Wheater luego continuó, lo que desencadenó en la transferencia de Woodgate al Tottenham Hotspur.

### Tottenham Hotspur
En febrero de 2008 fichó por el Tottenham Hotspur F. C. de Juande. El 24 de febrero de ese mismo año anotó el gol decisivo de la final de la Copa de la Liga ante el Chelsea F. C., cuando el partido iba 1-1, en el minuto 4 de la primera parte de la prórroga.
Woodgate jugó solo tres veces en la exitosa campaña temporada 2009-10 de los Spurs después de sucumbir a una lesión en la ingle que se complico. Harry Redknapp insinuó la salida de Woodgate debido a que tuvo que cumplir con las nuevas reglas de la Premier League que limitaban el tamaño de los equipos a 25 jugadores; irónicamente, estas reglas se establecieron para ayudar a las carreras de los futbolistas ingleses y galeses. Woodgate viajó a Australia para someterse a una cirugía.
El 19 de enero de 2011, Woodgate jugó su primer partido después de 14 meses en un partido amistoso con el QPR. El defensor completó 45 minutos en una victoria por 9-2 en Spurs Lodge. Después de esto, el 15 de febrero, en un empate de la Liga de Campeones con el A. C. Milan, entró en el minuto 59 por el lesionado Vedran Ćorluka. Jugó el resto del juego; sin embargo, más tarde se le diagnosticó una distensión en el músculo aductor izquierdo. Los Spurs no lograron persuadir a Woodgate para que aceptara un acuerdo de pago por juego y fue liberado el 16 de junio de 2011.

### Stoke City
Woodgate firmó un contrato de un año en un acuerdo de pago por juego con Stoke City el 11 de julio de 2011, con vistas a un año más de contrato, si demostraba su estado físico. Después de mudarse a Stoke, Woodgate declaró que quería volver a encarrilar su carrera. También reveló que rechazó otras ofertas de contrato de diferentes clubes. Hizo su debut con el Stoke en un amistoso de pretemporada contra el Aldershot Town, jugando durante 62 minutos. Hizo su debut en un partido completo con el Stoke en la victoria por 1-0 sobre el Hajduk Split en la UEFA Europa League, jugando los 90 minutos completos. Luego completó sus primeros 90 completos en la Premier League para el Stoke en un empate 0-0 con el Chelsea. Woodgate quedó fuera del equipo que disputaría la Europa League de Stoke por decisión del entrenador Tony Pulis, quien temía que se presentara una lesión de Woodgate si pasaba demasiado tiempo viajando.
A pesar de un comienzo bastante decente en su carrera en Stoke, Woodgate tuvo malas actuaciones en los partidos ante Sunderland, Newcastle y Bolton. Pulis lo relego a la banca y admitió que necesitaba mejorar su juego. No logró mejorar mucho, y en un partido contra Wolverhampton Wanderers, Woodgate que comenzó el partido como lateral derecho. En una jugada contra Matthew Jarvis cometió un penalti por lo que fue sustituido a los veinte minutos por el técnico Pulis. Sin embargo, continuó jugando como lateral derecho y admitió que sus actuaciones en el Stoke habían tenido "altibajos". Su contrato con el Stoke expiró el 30 de junio de 2012 y, a pesar de que le ofrecieron un nuevo contrato, decidió regresar a su antiguo club, el Middlesbrough. 

### Regreso a Middlesbrough
Woodgate se reincorporó al club de su ciudad natal, el Middlesbrough, el 6 de julio de 2012, firmando un contrato de tres años. Hizo su segundo debut con el Boro contra el Bury F. C. en la Copa de la Liga el 11 de agosto. Woodgate anotó su primer gol con el Middlesbrough en la victoria por 4-1 contra el Charlton Athletic el 3 de noviembre de ese año.
El 10 de febrero de 2015, Woodgate fue titular con el Middlesbrough por primera vez en 6 meses y anotó el primer gol en la victoria por 2-1 contra el Blackpool que envió a Boro a la cima de la tabla del campeonato. El 16 de julio de 2015, Woodgate firmó una extensión de un año a pesar de haber anunciado previamente su retiro como jugador. Después de jugar solo un partido en la temporada 2015-16, Woodgate dejó Middlesbrough al vencimiento de su contrato en mayo de 2016 y se retiró del fútbol.

## Selección nacional
Woodgate fue convocado por primera vez a la selección de Inglaterra en abril de 1999, Kevin Keegan lo convocó para un amistoso contra Hungría. Sin embargo, se lesionó jugando para el Leeds United y ya no fue convocado para este partido. En mayo de 1999, fue convocado de nuevo para las eliminatorias de la Eurocopa 2000 contra Suecia y Bulgaria. El 9 de junio, Woodgate hizo su debut en el empate 1-1 contra Bulgaria; comenzó el juego antes de ser sustituido por Ray Parlor en el minuto 64. Woodgate fue convocado para el amistoso contra Bélgica en octubre de 1999, pero no pudo jugar debido a una lesión en la espalda. Esta resultó ser su última participación con la selección durante casi tres años. La Asociación de Fútbol decidió que a Woodgate no se le permitiría jugar para Inglaterra hasta que terminara el caso judicial derivado de un incidente durante una noche de fiesta en Leeds en enero del 2000, y se cumplieran los castigos posteriores. Esto significaba que se perdería tanto la Eurocopa 2000 como el Mundial del 2002.
El 2 de septiembre de 2002, el entrenador Sven-Göran Eriksson llamó a Woodgate a la selección de Inglaterra para un amistoso contra Portugal. Luego ganó su segundo partido internacional, reemplazando a Rio Ferdinand en el medio tiempo en el empate 1-1 en Villa Park. Woodgate fue convocado para las eliminatorias de la Eurocopa 2004 contra Eslovaquia y Macedonia en octubre de 2002; fue titular y jugó los 90 minutos completos en ambos partidos. Las lesiones impidieron que Woodgate jugara durante los dos años siguientes, pero logró disputar su quinto partido internacional en un amistoso contra Suecia el 31 de marzo de 2004. Una lesión en el muslo que sufrió mientras jugaba para el Newcastle United, en abril de 2004, descartaron a Woodgate para disputar la Eurocopa 2004 en Portugal.
Después de casi tres años sin un partido internacional, el seleccionador inglés Steve McClaren llamó a Woodgate para un amistoso contra España en febrero de 2007. El 7 de febrero, Woodgate jugó como titular en la derrota por 0-1 en Old Trafford. Al mes siguiente, retuvo su plaza en la convocatoria para las eliminatorias de la Eurocopa 2008 frente a Israel y Andorra pero se perdería ambos partidos debido a una lesión en la rodilla. A principios de 2008, Woodgate fue convocado para los dos primeros partidos de Fabio Capello al mando de Inglaterra, los amistosos contra Suiza y Francia, pero no jugó en ninguno de los dos partidos. En mayo de 2008, Woodgate fue incluido en la convocatoria de Inglaterra para los amistosos contra Estados Unidos y Trinidad y Tobago. Fue suplente y no jugó en la victoria por 2-0 contra Estados Unidos, pero si jugó en la victoria por 3-0 contra Trinidad y Tobago. El 20 de agosto, Woodgate disputó su octavo y último partido internacional en el amistoso contra la República Checa en el Estadio de Wembley.

## Clubes

### Como jugador
| Club                    | País       | Año       |
| ----------------------- | ---------- | --------- |
| Leeds United F. C.      | Inglaterra | 1998-2003 |
| Newcastle United F. C.  | Inglaterra | 2003-2004 |
| Real Madrid C. F.       | España     | 2004-2006 |
| Middlesbrough F. C.     | Inglaterra | 2006-2008 |
| Tottenham Hotspur F. C. | Inglaterra | 2008-2011 |
| Stoke City F. C.        | Inglaterra | 2011-2012 |
| Middlesbrough F. C.     | Inglaterra | 2012-2016 |

### Como entrenador
| Club                | País       | Año       |
| ------------------- | ---------- | --------- |
| Middlesbrough F. C. | Inglaterra | 2017-2020 |
| AFC Bournemouth     | Inglaterra | 2021      |

## Estadísticas

### Clubes
Datos actualizados a fin de carrera deportiva.
| Club                               | Temporada                      | Liga                           | Liga     | Liga  | Copa nacional | Copa nacional | Torneos internacionales | Torneos internacionales | Total    | Total |
| Club                               | Temporada                      | Categoría                      | Partidos | Goles | Partidos      | Goles         | Partidos                | Goles                   | Partidos | Goles |
| ---------------------------------- | ------------------------------ | ------------------------------ | -------- | ----- | ------------- | ------------- | ----------------------- | ----------------------- | -------- | ----- |
| Leeds United F. C. Inglaterra      | 1998-99                        | Premier League                 | 25       | 2     | 7             | 0             | 1                       | 0                       | 33       | 2     |
| Leeds United F. C. Inglaterra      | 1999-00                        | Premier League                 | 34       | 1     | 5             | 0             | 10                      | 0                       | 49       | 1     |
| Leeds United F. C. Inglaterra      | 2000-01                        | Premier League                 | 14       | 1     | 2             | 0             | 5                       | 0                       | 21       | 1     |
| Leeds United F. C. Inglaterra      | 2001-02                        | Premier League                 | 13       | 0     | 2             | 0             | -                       | -                       | 15       | 0     |
| Leeds United F. C. Inglaterra      | 2002-03                        | Premier League                 | 18       | 1     | 2             | 0             | 4                       | 0                       | 24       | 1     |
| Leeds United F. C. Inglaterra      | Total con el Leeds Unted       | Total con el Leeds Unted       | 104      | 3     | 18            | 0             | 20                      | 0                       | 142      | 5     |
| Newcastle United F. C. Inglaterra  | 2002-03                        | Premier League                 | 10       | 0     | -             | -             | -                       | -                       | 10       | 0     |
| Newcastle United F. C. Inglaterra  | 2003-04                        | Premier League                 | 18       | 0     | 2             | 0             | 7                       | 0                       | 27       | 0     |
| Newcastle United F. C. Inglaterra  | Total con el Newcastle United  | Total con el Newcastle United  | 28       | 0     | 2             | 0             | 7                       | 0                       | 37       | 0     |
| Real Madrid C.F. · España          | 2004-05                        | 1.ª División                   | 0        | 0     | 0             | 0             | 0                       | 0                       | 0        | 0     |
| Real Madrid C.F. · España          | 2005-06                        | 1.ª División                   | 9        | 0     | 2             | 0             | 3                       | 1                       | 14       | 1     |
| Real Madrid C.F. · España          | 2006-07                        | 1.ª División                   | 0        | 0     | -             | -             | -                       | -                       | 0        | 0     |
| Real Madrid C.F. · España          | Total con el Real Madrid       | Total con el Real Madrid       | 9        | 0     | 2             | 0             | 3                       | 1                       | 14       | 1     |
| Middlesbrough F. C. Inglaterra     | 2006-07                        | Premier League                 | 30       | 0     | 6             | 0             | -                       | -                       | 36       | 0     |
| Middlesbrough F. C. Inglaterra     | 2007-08                        | Premier League                 | 16       | 0     | -             | -             | -                       | -                       | 16       | 0     |
| Tottenham Hotspur F. C. Inglaterra | 2007-08                        | Premier League                 | 12       | 1     | 1             | 1             | 4                       | 0                       | 17       | 2     |
| Tottenham Hotspur F. C. Inglaterra | 2008-09                        | Premier League                 | 34       | 1     | 5             | 0             | 5                       | 0                       | 44       | 1     |
| Tottenham Hotspur F. C. Inglaterra | 200-10                         | Premier League                 | 3        | 0     | -             | -             | -                       | -                       | 3        | 0     |
| Tottenham Hotspur F. C. Inglaterra | 20010-11                       | Premier League                 | 0        | 0     | -             | -             | 1                       | 0                       | 1        | 0     |
| Tottenham Hotspur F. C. Inglaterra | Total con el Tottenham Hotspur | Total con el Tottenham Hotspur | 49       | 2     | 6             | 1             | 10                      | 0                       | 65       | 3     |
| Stoke City F. C. Inglaterra        | 20011-12                       | Premier League                 | 17       | 0     | 2             | 0             | 2                       | 0                       | 21       | 0     |
| Stoke City F. C. Inglaterra        | Total con el Stoke City        | Total con el Stoke City        | 17       | 0     | 2             | 0             | 2                       | 0                       | 21       | 0     |
| Middlesbrough F. C. Inglaterra     | 2012-13                        | Championship                   | 24       | 1     | 1             | 0             | -                       | -                       | 25       | 1     |
| Middlesbrough F. C. Inglaterra     | 2013-14                        | Championship                   | 25       | 0     | -             | -             | -                       | -                       | 25       | 0     |
| Middlesbrough F. C. Inglaterra     | 2014-15                        | Championship                   | 7        | 1     | 1             | 0             | -                       | -                       | 8        | 1     |
| Middlesbrough F. C. Inglaterra     | 2015-16                        | Championship                   | 0        | 0     | 1             | 0             | -                       | -                       | 1        | 0     |
| Middlesbrough F. C. Inglaterra     | Total con el Middlesbrough     | Total con el Middlesbrough     | 102      | 2     | 9             | 0             | -                       | -                       | 111      | 2     |
| Total carrera                      | Total carrera                  | Total carrera                  | 309      | 7     | 39            | 1             | 42                      | 1                       | 390      | 9     |

### Selección nacional
Estadísticas hasta el 20 de agosto de 2008.
| Selección       | Temporada       | Amistosos | Amistosos | Clasificación Eurocopa | Clasificación Eurocopa | Total    | Total |
| Selección       | Temporada       | Partidos  | Goles     | Partidos               | Goles                  | Partidos | Goles |
| --------------- | --------------- | --------- | --------- | ---------------------- | ---------------------- | -------- | ----- |
| Inglaterra      | 1999            | 0         | 0         | 1                      | 0                      | 1        | 0     |
| Inglaterra      | 2002            | 1         | 0         | 2                      | 0                      | 3        | 0     |
| Inglaterra      | 2004            | 1         | 0         | -                      | -                      | 1        | 0     |
| Inglaterra      | 2007            | 1         | 0         | -                      | -                      | 1        | 0     |
| Inglaterra      | 2008            | 2         | 0         | -                      | -                      | 2        | 0     |
| Total selección | Total selección | 5         | 0         | 3                      | 0                      | 22       | 0     |

## Palmarés

### Títulos nacionales
| Título          | Club                    | País       | Año  |
| --------------- | ----------------------- | ---------- | ---- |
| Copa de la Liga | Tottenham Hotspur F. C. | Inglaterra | 2008 |